# Municipio de Santo Tomás Mazaltepec
El municipio de Santo Tomás Mazaltepec es un municipio localizado en Oaxaca, en el Sudoeste de México. Su superficie total es de 49,86 km cuadrados. La tasa de fecundidad femenina es de 2,89 hijos por mujer. El porcentaje de analfabetismo entre los adultos es del 6.71 % (5.63 % en los hombres y 7.64 % en las mujeres) y el grado de escolaridad es de 6.62 (6.64 en hombres y 6.61 en mujeres). El 49.31 % de los adultos habla alguna lengua indígena. El municipio pertenece al segundo distrito electoral federal con cabecera en Teotitlán de Flores Magón y al segundo distrito electoral local con cabecera en Villa de Etla. Su cabecera es la localidad de Santo Tomás Mazaltepec.

## Etimología
El nombre Mazaltepec significa «Cerro de Venados», viene de las voces Mazaltl (Venado) y Tepetl (Cerro).

## Historia
Su historia comienza desde el período prehispánico. De acuerdo a las exploraciones realizadas alrededor de los '90, esta zona ya era habitada por colonos hace más de 2.400 años. Los restos encontrados consistían en trozos de vasijas de barro cocido, con una antigüedad de 500 a 100 años antes de Cristo. Este tiempo coincide con la fundación del pueblo y cuando se estableció la capital de Monte Albán. Se calcula que los primeros habitantes aborígenes vivieron entre el año 1000 y 1500.

## Geografía

### Localización
Se encuentra localizado en la parte central del Estado, en la región de los Valles Centrales, pertenece al distrito Etla. Su ubicación exacta es en las coordenadas 17° 10′ Latitud Norte, 96° 52′ Longitud Oeste.
Limita al norte con el municipio de San Andrés Zautla, al sur con San Felipe Tejalapa, al oriente con San Andrés Zautla, y al poniente con el municipio de Santa María Peñoles. La distancia aproximada de Santo Tomás Mazaltepec con respecto a la capital del Estado es de 29 km.

### Orografía
Su superficie es montañosa, y en ella se encuentran los Cerros Colorado, Cañada, Culebra y Hualache, y los Montes Altar, de la Culebra, de Grillo y de Fresnal. La serranía que se observa al sur del asentamiento de la población es considerada como el inicio del Nudo Mixteco.

### Hidrografía
De los montes bajan dos ríos que se unen a unos 500 metros antes de llegar al asentamiento de la población, formando un solo río que corre primero hacia el norte y luego hacia el este, a unos 400 metros del pueblo, donde recibe el nombre de Mazaltepec. Posteriormente el río recorre Zautla donde toma su nombre y sigue su curso hacia el este.